# Save You (Pearl Jam)
Save You è il secondo singolo pubblicato dall'album del 2002 dei Pearl Jam, Riot Act. La band suonò la canzone al David Letterman Show in supporto dell'album. Il singolo contiene la b-side "Other Side", che fu inclusa nella tracklist di Lost Dogs. Save You fu inclusa nel greatest hits della band Rearviewmirror: Greatest Hits 1991-2003.
Il riff di chitarra è stato scritto da Mike McCready, che riguardo alla canzone ha detto:
"Quelle che successe fu che ero seduto insieme a Stone, e avevo due idee, pensavo che una di queste due idee fosse molto bella, e ci avevo lavorato molto sopra, così gli suono questo giro e lui fa "Sì, non è... Non è male. Hai qualcos'altro da farmi sentire?" L'altra idea era il riff di "Save You", e quando gliel'ho fatto sentire lui fa "Hei, è figo". Ero molto desideroso di suonare l'altro pezzo, e sembrava che nessuno ne fosse molto entusiasta, erano tutti molto gasati dal riff di "Save You". È qualcosa che mi venne in mente, io vivo in California, e mi è venuto in mente quando ero laggiù, e poi io e Stone cominciammo a suonarlo in studio prima di iniziare a registrare, ed aveva un bel tiro, una bella energia. È stato in gran parte l'entusiasmo di Stone per questo riff a fare in modo che diventasse una canzone vera e propria."
Durante le registrazioni della canzone, il batterista Matt Cameron perse le cuffie; riuscì a finire la registrazione guardando le dita di Jeff Ament che suonava il basso. Cameron ha dichiarato al riguardo:
"Guardavo le dita di Jeff e speravo di essere a tempo. C'è uno stacco in cui suoniamo solo io e Jeff. Ho colpito un piatto, mi sono girato e le cuffie mi sono volate via. Un piccolo aneddoto interessante per chi ci ascolta."

## Significato del testo
Eddie ha accennato occasionalmente che questa canzone riguarda la dipendenza dalle droghe di Jack Irons, che lo condusse a lasciare la band nel 1998, nella parte australiana dello Yield Tour. Possibile è anche che la canzone sia riferita alla medesima dipendenza di Mike McCready.
Quando fu chiesto riguardo a questa canzone ad Eddie Vedder, egli rispose:

## Video musicale
Un video musicale per la canzone fu registrato da James Frost al Chop Suey Club di Seattle nel settembre del 2002, ma fu pensato come una performance dal vivo anziché un video vero e proprio. Fu uno dei cinque video filmati al club per promuovere Riot Act; oltre questo, furono registrati video per "I Am Mine", "Love Boat Captain", "Thumbing My Way" e "1/2 Full". Sino a quel momento, la band non aveva registrato video musicali dal 1998, ossia "Do the Evolution", che si presentava come un video animato.

## Formati e tracklist
- Compact Disc Single (USA e Canada)
  1. "Save You" (Jeff Ament, Matt Cameron, Stone Gossard, Mike McCready, Eddie Vedder) – 3:51
  2. "Other Side" (Ament) – 4:02
    - Inedita